# Iota Serpentis
Iota Serpentis (21 Serpentis) é uma estrela na direção da constelação de Serpens. Possui uma ascensão reta de 15h 41m 33.09s e uma declinação de +19° 40′ 13.8″. Sua magnitude aparente é igual a 4.51. Considerando sua distância de 192 anos-luz em relação à Terra, sua magnitude absoluta é igual a 0.66. Pertence à classe espectral A1V.